# Список голів Верховної Ради України
Голова Верховної Ради України (неофіційна кулуарна назва — спікер парламенту) обирається Верховною Радою на строк її повноважень з числа народних депутатів відкритим голосуванням. Правовий статус Голови Верховної Ради України регулюється Конституцією України й Регламентом Верховної Ради України.
Голова Верховної Ради здійснює ряд функцій, покладених на нього Конституцією України, Регламентом Верховної Ради України, Законом «Про комітети Верховної Ради України», Законом «Про статус народного депутата України» та іншими законодавчими актами, серед яких найважливіші:
- веде засідання Верховної Ради з дотриманням вимог Регламенту;
- організовує роботу Верховної Ради, координує діяльність її органів;
- підписує акти, прийняті Верховною Радою, чим засвідчує відповідність їхнього змісту прийнятим рішенням тощо[2].

Першим Головою Верховної Ради незалежної України став Леонід Макарович Кравчук (1990—1991 рр.), а чинним на сьогодні є Руслан Олексійович Стефанчук.
Наймолодшим Головою Верховної Ради на момент обрання був Арсеній Петрович Яценюк, який обійняв пост у віці 33 роки. Найстаршим Головою Верховної Ради був 10-й Голова Володимир Васильович Рибак, що очолив цю посаду у віці 66 років і був звільнений з посади у віці 67 років.
Двічі посаду Голови ВР обіймали Іван Степанович Плющ (2-й, 5-й), Олександр Олександрович Мороз (3-й, 7-й), Володимир Михайлович Литвин (6-й, 9-й).
Найкоротший термін на посаді Голови Верховної Ради незалежної України провів Леонід Макарович Кравчук (3 місяці й 5 днів), а найдовший (разом дві каденції) — Володимир Михайлович Литвин (8 років).
Найбільший рівень підтримки (382 голоси «за») отримав 14-й Голова Верховної Ради України — Дмитро Олександрович Разумков.
Нижче поданий список усіх 15 голів Верховної Ради України з урахуванням партійної приналежності, з датами їхніх повноважень, короткою характеристикою діяльності на посаді.

## Список голів Верховної Ради України
Партії
      Безпартійний
      Соціалістична
      Наша Україна
      Партія регіонів
      Народна
      Селянська
      Батьківщина
      Блок Петра Порошенка
      Народний фронт
      Слуга народу
| №  | Голова Верховної Ради | Роки повноваження                  | Перший заступник                   | Заступник                  | Скликання | Діяльність |
| -- | --------------------- | ---------------------------------- | ---------------------------------- | -------------------------- | --------- | --- |
| 1  | Леонід Кравчук        | 24 серпня 1991 — 5 грудня 1991     | Іван Плющ                          | Володимир Гриньов          | I         | 24 серпня 1991 року під час головування Леоніда Макаровича Кравчука Верховна Рада прийняла Акт проголошення незалежності України як самостійної Української держави. 26 серпня Указом Президії Верховної Ради було тимчасово припинено, а її Указом від 30 серпня й заборонено діяльність Комуністичної партії України. 1 грудня 1991 р. було вирішено й інше суттєвіше питання — обрано першого Президента незалежної України. Цьому передувала гостра передвиборна боротьба. З великої групи претендентів фаворитом у кандидати в Президенти незалежної України вважався Голова Верховної Ради Леонід Кравчук, який і обійняв цю посаду. |
| 2  | Іван Плющ             | 5 грудня 1991 — 17 травня 1994     | Василь Дурдинець                   | Володимир Гриньов          | I         | Під час головування Івана Степановича Плюща відбулися кардинальні зміни: на початку грудня 1991 року лідери України, Росії та Білорусі проголосили у Мінську утворення Співдружності Незалежних Держав (СНД). За рік незалежність України визнали понад 120 країн, а з 87 з них на різних рівнях було встановлено дипломатичні відносини. Економіка країни була в складному становищі. Наближалися гостра соціально-економічна та політична кризи. За цих умов 24 вересня 1993 року Верховна Рада України ухвалила рішення про проведення дострокових виборів парламенту і Президента України. |
| 3  | Олександр Мороз       | 18 травня 1994 — 14 квітня 1998    | Олександр Ткаченко                 | Олег Дьомін Віктор Мусіяка | II        | Під головуванням Олександра Мороза український парламент забезпечив значне розширення правової бази реформ (ухвалено 753 закони), прийняття нової Конституції України, посилення контролюючих функцій вищого законодавчого органу (започатковані парламентські слухання, дні уряду). Однак продовжувалися серйозні протиріччя між гілками влади, незбалансованість їхніх повноважень, політичні протистояння, ухвалення заполітизованих законів. |
| 4  | Олександр Ткаченко    | 7 липня 1998 — 1 лютого 2000       | Адам Мартинюк                      | Віктор Медведчук           | III       | Протягом 3-х місяців Верховна Рада України 3-го скликання намагалася обрати Голову (пізніше цей процес у парламенті дістане назву «спікеріада») і на 18-те голосування Верховна Рада обрала нового Голову ВР — Олександра Ткаченка. Пізніше, позбувшись підтримки більшості депутатів, що голосували за нього, через голосування однопартійців і його самого за призначення Віктора Ющенка головою Національного Банку України та за неприхований політичний курс проти Леоніда Кучми (на чолі з комуністами), більшість депутатів ініціюють відставку спікера. Але для зміни керівництва парламенту необхідно було зафіксувати кворум — дві третини депутатів, присутніх у залі засідань. Кожного разу, коли поставало питання про спікера, ліві партії не реєструвалися. 21 січня 2000 року на виїзному вечірньому засіданні в Українському домі 239 депутатів одноголосно проголосували за відставку Олександра Ткаченка.                                             |
| 5  | Іван Плющ             | 1 лютого 2000 — 14 травня 2002     | Віктор Медведчук                   | Степан Гавриш              | III       | Після того як Олександр Ткаченко залишив у січні 2000 року посаду Голови Верховної Ради, Іван Плющ удруге обирається очільником парламенту. Після його обрання в парламенті відбувається перерозподіл керівних посад комітетів, приймається низка важливих змін до Регламенту Верховної Ради: всі голосування стають поіменними, для голосування було визначено лише один день пленарного тижня — четвер, створюється Координаційна рада більшості, на якій узгоджувалися позиції фракцій перед розглядом відповідних питань у сесійній залі парламенту (сучасна Погоджувальна рада). Крім того, парламент працює над цілим блоком важливих законопроєктів, а наприкінці каденції Івана Плюща ухвалюються й нові редакції Цивільного та Господарського кодексів. У 2001–2002 роках Верховна Рада переживає ще одну політичну кризу, пов'язану з так званою «справою Гонгадзе» та «касетним скандалом»: парламент паралізовано, а більшість припиняє своє функціонування. |
| 6  | Володимир Литвин      | 28 травня 2002 — 25 травня 2006    | Геннадій Васильєв Адам Мартинюк    | Олександр Зінченко         | IV        | Уперше за всю історію незалежного парламентаризму Володимира Литвина на пост Голови Верховної Ради було обрано з мінімальною законодавчою кількістю у 226 голосів. Під головуванням Володимира Литвина були ухвалені в грудні 2004 року поправки до конституції, що обмежували вплив президента на керівництво країною, по суті призвели до конституційної реформи. |
| 7  | Олександр Мороз       | 6 липня 2006 — 23 листопада 2007   | Адам Мартинюк                      | Микола Томенко             | V         | 2006 року Олександр Мороз, обраний до парламенту за списком Соціалістичної партії, очолив фракцію. Незважаючи на підписану коаліційну угоду між фракціями БЮТ, Наша Україна та СПУ, яка передбачала обрання Юлії Тимошенко прем'єр-міністром та Петра Порошенка Головою ВР, несподівано висунув власну кандидатуру на посаду Голови Верховної Ради, що було розцінено коаліцією як зрада. БЮТ та НСНУ відмовилися брати участь у голосуванні, проте Мороз був обраний — завдяки підтримці фракцій ПР та КПУ, які наступного дня разом із соціалістами утворили нову коаліцію більшості в парламенті. |
| 8  | Арсеній Яценюк        | 4 грудня 2007 — 12 листопада 2008  | Олександр Лавринович Адам Мартинюк | Микола Томенко             | VI        | 23 листопада 2007 року Арсеній Яценюк склав присягу народного депутата Верховної Ради України, а вже 4 грудня 2007 року за результатами таємного голосування він став наймолодшим головою українського парламенту. За його кандидатуру віддали свої голоси 227 депутатів, що представляли фракції Наша Україна — Народна самооборона і Блок Юлії Тимошенко. Арсеній Яценюк — перший спікер, який за власним бажанням подав у відставку. Після його відставки обов'язки спікера виконував перший віце-спікер Олександр Лавринович. Партія регіонів запропонувала його і як кандидата на посаду Голови Верховної Ради, але ця пропозиція не знайшла підтримки, і парламент очолив Володимир Литвин. |
| 9  | Володимир Литвин      | 9 грудня 2008 — 12 грудня 2012     | Адам Мартинюк                      | Микола Томенко             | VI        | По завершенні політичної кризи 2008 року Володимира Литвина удруге обирають головою українського парламенту. За таке рішення проголосували 244 народні депутати з 422 зареєстрованих у залі. Наступного дня після обрання Володимира Литвина Головою ВР він повідомив про відновлення демократичної коаліції, до якої також приєднався і Блок Литвина. Утім, вже після обрання президентом Віктора Януковича політичний курс Литвина змінюється у сторону тодішньої влади. Під час головування Володимиром Литвином у парламенті почали прийматися політичні контроверсійні закони: ратифіковано угоду Януковича-Медведєва та ухвалено закон Про засади державної мовної політики, після прийняття якого 4 липня 2012 року Володимир Литвин та його заступник Микола Томенко подали у відставку, яка не була прийнята. |
| 10 | Володимир Рибак       | 13 грудня 2012 — 22 лютого 2014    | Ігор Калєтнік                      | Руслан Кошулинський        | VII       | Голова Верховної Ради України з 13 грудня 2012 року. За досить малий час своєї роботи Верховна Рада України 7-го скликання, на чолі зі спікером Володимиром Рибаком, запам'яталася своєю недієздатністю: численні блокування роботи парламенту опозиційними фракціями, а також, на думку опозиції, неодноразові порушення Регламенту з боку спікера. За 6 місяців роботи ухвалено близько 45 законів. Окрім цього, вдруге за історію незалежної України відбулося виїзне засідання Верховної Ради, і вперше в історії таке засідання відбулося за участю Голови Верховної Ради. 22 лютого 2014 року під час подій Євромайдану подав у відставку за станом здоров'я. |
| 11 | Олександр Турчинов    | 22 лютого 2014 — 27 листопада 2014 | —                                  | Руслан Кошулинський        | VII       | Голова Верховної Ради України з 22 лютого 2014 до 27 листопада 2014. Також з 23 лютого по 7 червня 2014 року був виконувачем обов'язків Президента України. |
| 12 | Володимир Гройсман    | 27 листопада 2014 — 14 квітня 2016 | Андрій Парубій                     | Оксана Сироїд              | VIII      | Голова Верховної Ради України з 27 листопада 2014 до 14 квітня 2016 З 14 квітня 2016 — Прем'єр-міністр України. |
| 13 | Андрій Парубій        | 14 квітня 2016 — 29 серпня 2019    | Ірина Геращенко                    | Оксана Сироїд              | VIII      | Голова Верховної Ради України з 14 квітня 2016 до 29 серпня 2019. |
| 14 | Дмитро Разумков       | 29 серпня 2019 — 7 жовтня 2021     | Руслан Стефанчук                   | Олена Кондратюк            | IX        | Голова Верховної Ради України з 29 серпня 2019 по 7 жовтня 2021. |
| 15 | Руслан Стефанчук      | з 8 жовтня 2021                    | Олександр Корнієнко                | Олена Кондратюк            | IX        | Голова Верховної Ради України з 8 жовтня 2021. |